# Ordine del Duca Domagoj
L'Ordine del Duca Domagoj è un'onorificenza statale della Repubblica di Croazia, che occupa il settimo posto nell'ordine di precedenza delle varie onorificenze.

## Storia
L'Ordine è stato fondato il 10 marzo 1995 ed è dedicato a Domagoj di Croazia.

## Classi
L'Ordine dispone dell'unica classe di Cavaliere/Dama di Gran Croce.

## Assegnazione
L'Ordine è conferito a cittadini croati e stranieri per premiare chi ha dimostrato coraggio eccezionale ed eroismo in guerra, nella minaccia diretta di guerra, o in circostanze eccezionali in tempo di pace.
L'Ordine è stato assegnato  (al 6 marzo 2013) 566 volte di cui 90 postume.

## Insegne
- La medaglia dell'Ordine ha forma di un disco d'argento sul quale è riportato in oro un uccello rivolto a destra, uno dei simboli della Croazia. Nella parte inferiore sul bordo argentato si trova la scritta "DAMAGOJ" che indica appunto il dedicatario dell'Ordine.
- Il nastro è scaccato di rosso e bianco a riprendere lo stemma nazionale croato.